# اینترنشنال اسکات
اینترنشنال اسکات (International Harvester Scout) یک  خودرو بیابانگرد که توسط اینترنشنال هاروستر در سالهای ۱۹۶۰ تا ۱۹۸۰ تولید می‌شد. این خودرو که به نوعی پیشگام خودروهای شاسی بلند پیچیده‌تری بود که بعدها می‌آمدند و برای رقابت با جیپ طراحی شده بود و در ابتدا دارای جلو پنجره تاشو بود. اسکات و نسل دوم آن در فورت وین ایندیانا به عنوان کامیونهای دو در با سقف کروک سخت و یا گزینه‌های سقف کامل برای وانت و یا سقف نرم تاشو هم تولید می‌شدند.